# Nedilyschtsche
Nedilyschtsche (ukrainisch Неділище; russisch Неделище Nedelischtsche) ist ein Dorf in der ukrainischen Oblast Schytomyr mit etwa 800 Einwohnern (2004).
Nedilyschtsche liegt am Ufer des Usch im Rajon Swjahel. Durch die Ortschaft verläuft die Territorialstraße T–06–05. Das ehemalige Rajonzentrum Jemiltschyne liegt 30 km nordwestlich und das Oblastzentrum Schytomyr etwa 90 km südöstlich vom Dorf.
Am 28. Juli 2016 wurde das Dorf ein Teil der Landgemeinde Baraschi, bis dahin bildete es zusammen mit den Dörfern Bastowa Rudnja (Бастова Рудня) und Schewtschenkowe (Шевченкове) die Landratsgemeinde Nedilyschtsche (Неділищенська сільська рада/Nedilyschtschenska silska rada) im Südosten des Rajons Jemiltschyne.
Am 17. Juli 2020 kam es im Zuge einer großen Rajonsreform zum Anschluss des Rajonsgebietes an den Rajon Swjahel.

## Persönlichkeiten
- Nina Matwijenko (1947–2023), ukrainische Sängerin